# Phegopteris koreana
Phegopteris koreana là một loài dương xỉ trong họ Thelypteridaceae. Loài này được B.Y. Sun & C.H. Kim mô tả khoa học đầu tiên năm 2004.
Danh pháp khoa học của loài này chưa được làm sáng tỏ. 